# Veeraporn Nitiprapha
Veeraporn Nitiprapha (thai : วีรพร นิติประภา), née en 1962, est une écrivaine thaïlandaise. Ces romans se vendent à des centaines de milliers d'exemplaires, fait rare dans un pays peu porté sur la lecture.
C'est la première femme à remporter deux fois le prix des écrivains de l'Asie du Sud-Est (S.E.A. Asian Writers), l'équivalent du prix Goncourt en Asie du Sud-Est : 
- en 2015, avec son premier roman Saiduean Ta Bod Nai Khaowongkot[3],[4],[5] (thaï : ไส้เดือนตาบอดในเขาวงกต ; litt. Le ver de terre aveugle dans le labyrinthe), une saga familiale. Sa version originale en langue thaïe s'est vendue à 200 000 exemplaires. Ce roman est traduit en anglais par le journaliste et critique de cinéma Kong Rithdee sous le titre The Blind Earthworm in the Labyrinth, publié par River Books en 2018[6] ;
- et en 2018, avec son second roman Phutthasakkarat Asadong Kub Song Jam Khong Song Jam Khong Maew Kularb Dam[7] (thaï : พุทธศักราชอัสดงกับทรงจำของทรงจำของแมวกุหลาบดำ[8],[9] ; litt. Souvenirs des souvenirs du chat rose et noir), une nouvelle saga familiale[10]. Ce roman est lui aussi traduit en anglais par Kong Rithdee sous le titre Memories of the Memories of the Black Rose Cat et publié par River Books en 2022.